# عدن (الشعر)

تعديل مصدري - تعديل

عدن هي إحدى قرى عزلة القابل الأسفل بمديرية الشعر التابعة لمحافظة إب، بلغ تعداد سكانها 875 نسمة حسب تعداد اليمن لعام 2004.